# Петропавловка (Мелеузівський район)
Петропа́вловка (рос. Петропавловка, башк. Петропавловка) — хутір у складі Мелеузівського району Башкортостану, Росія. Входить до складу Денисівської сільської ради.
Населення — 209 осіб (2010; 279 в 2002).
Національний склад:
- росіяни — 62%